# Bandera, Argentina
Bandera är en kommunhuvudort i Argentina.   Den ligger i provinsen Santiago del Estero, i den norra delen av landet, 700 kilometer nordväst om huvudstaden Buenos Aires. Bandera ligger 97 meter över havet och antalet invånare är 5 335.
Terrängen runt Bandera är mycket platt. Runt Bandera är det mycket glesbefolkat, med 2 invånare per kvadratkilometer..
Trakten runt Bandera består till största delen av jordbruksmark.